# 索爾特里弗鎮區 (密蘇里州亞代爾縣)
索爾特里弗鎮區（英語：Salt River Township）是位於美國密蘇里州亞代爾縣的一個行政鎮區。

## 地方資料
索爾特里弗鎮區的面積為145.45平方千米，當中陸地面積為145.43平方千米，而水域面積為0.02平方千米。根據2020年美國人口普查的數據，當地共有人口1047人，而人口密度為每平方千米7.2人。